# Pigia flexistrigata
Pigia flexistrigata là một loài bướm đêm trong họ Geometridae.